# Ribeira Peixe
Ribeira Peixe est une localité de Sao Tomé-et-Principe située sur la côte sud-est de l'île de Sao Tomé, dans le district de Caué. C'est une ancienne roça, dont le premier nom était Perseverança.

## Géographie

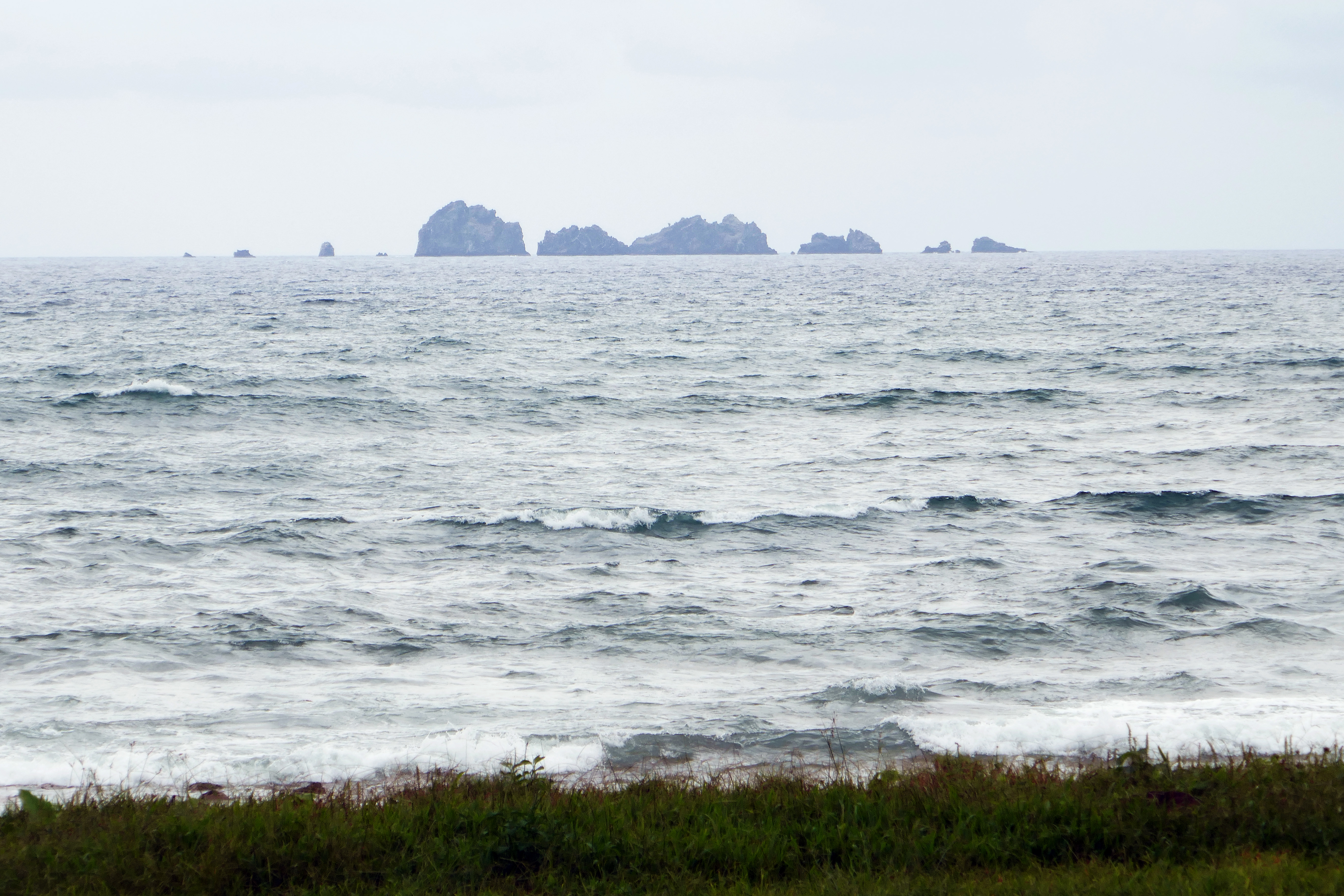
Les Sete Pedras.

Les mythiques îlots rocheux Sete Pedras, sur lesquels se seraient échoués les premiers Angolares, sont visibles depuis la côte à Ribeira Peixe.

### Climat
Ribeira Peixe est doté d'un climat tropical de type Am, selon la classification de Köppen, avec une pluviométrie importante la plupart des mois de l'année et une saison sèche courte de peu d'effet. La température annuelle moyenne est de 25,1 °C.

### Végétation
Du fait de ces conditions climatiques, la végétation y est particulièrement luxuriante.

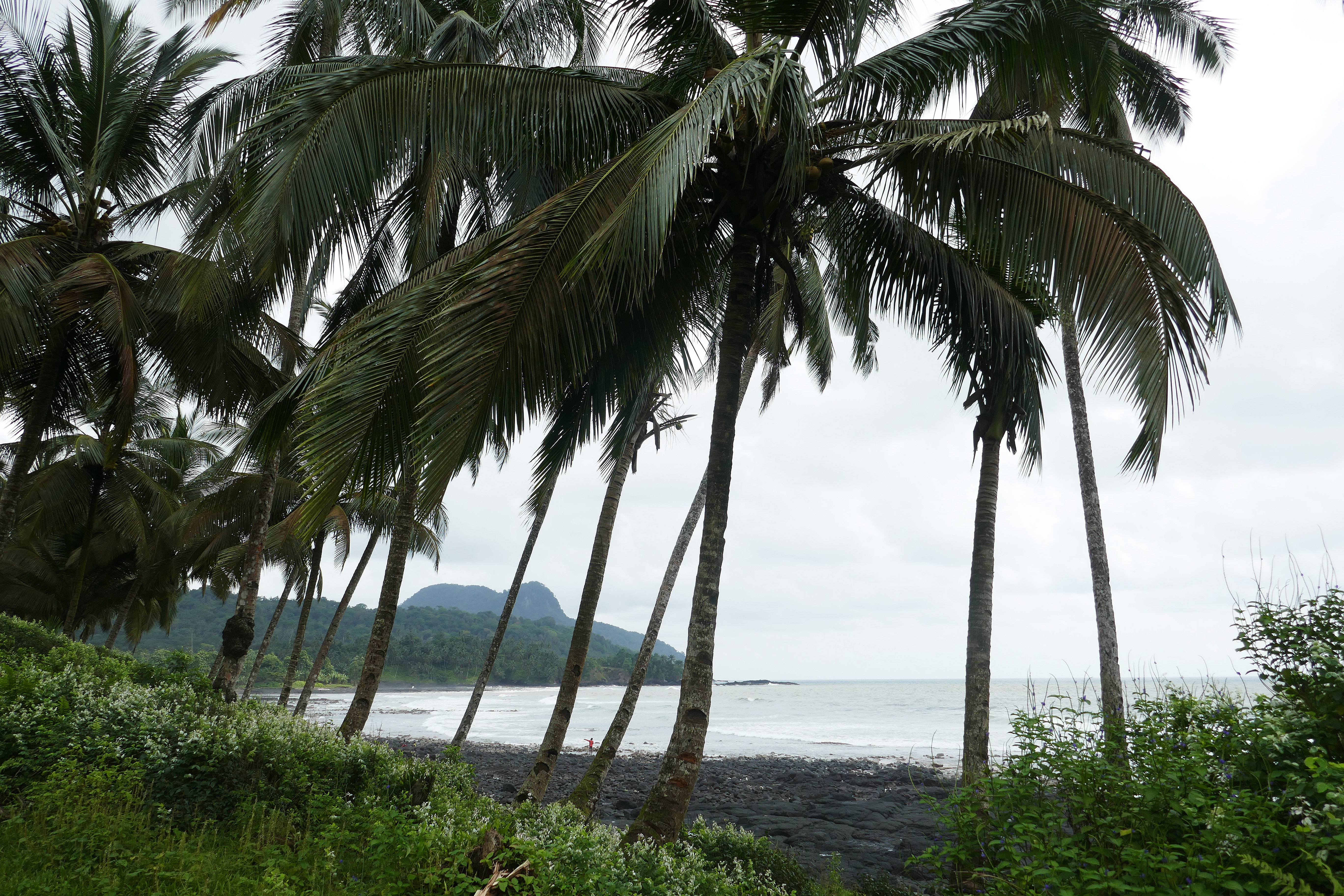
Cocotiers en bord de mer.
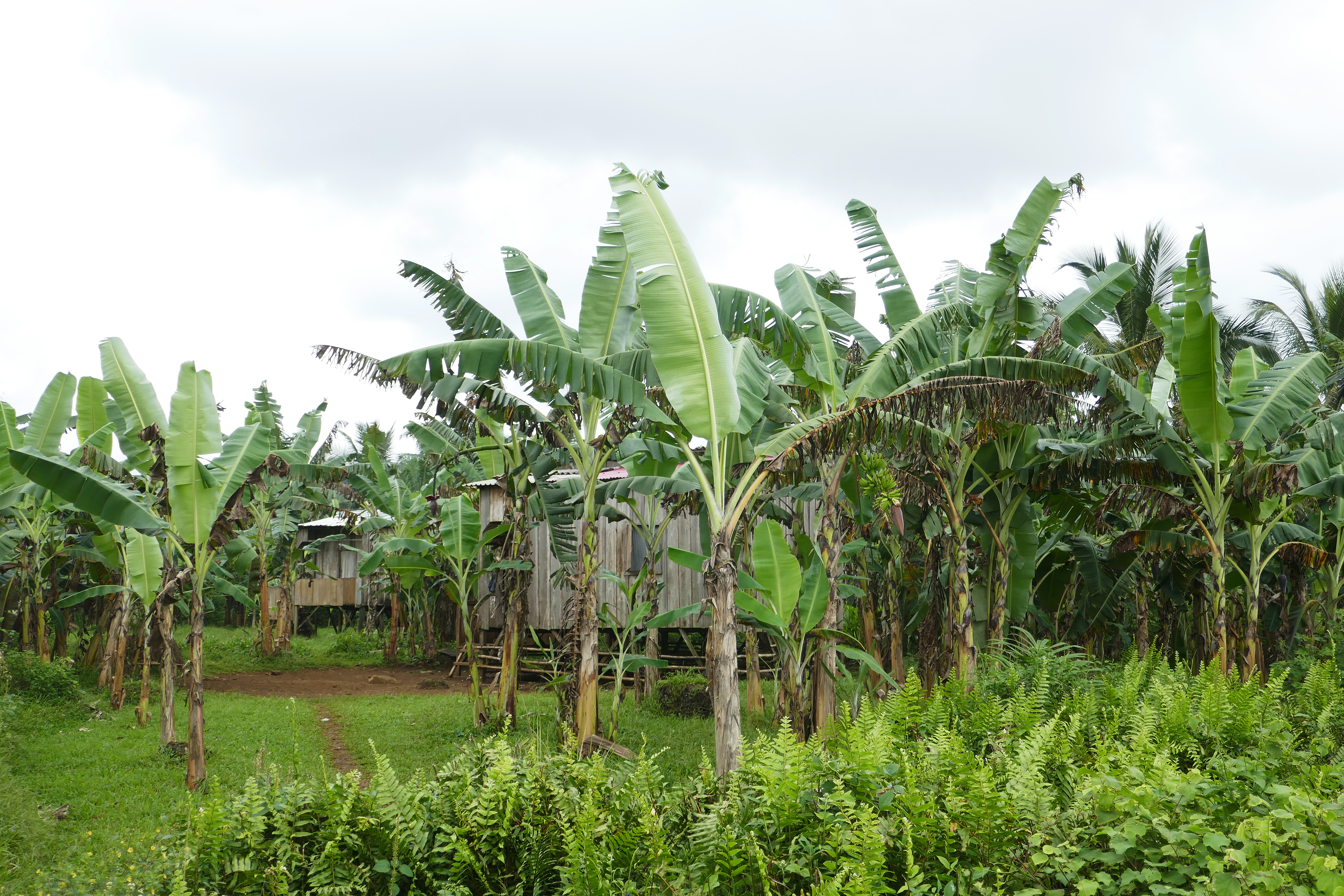
Bananiers.
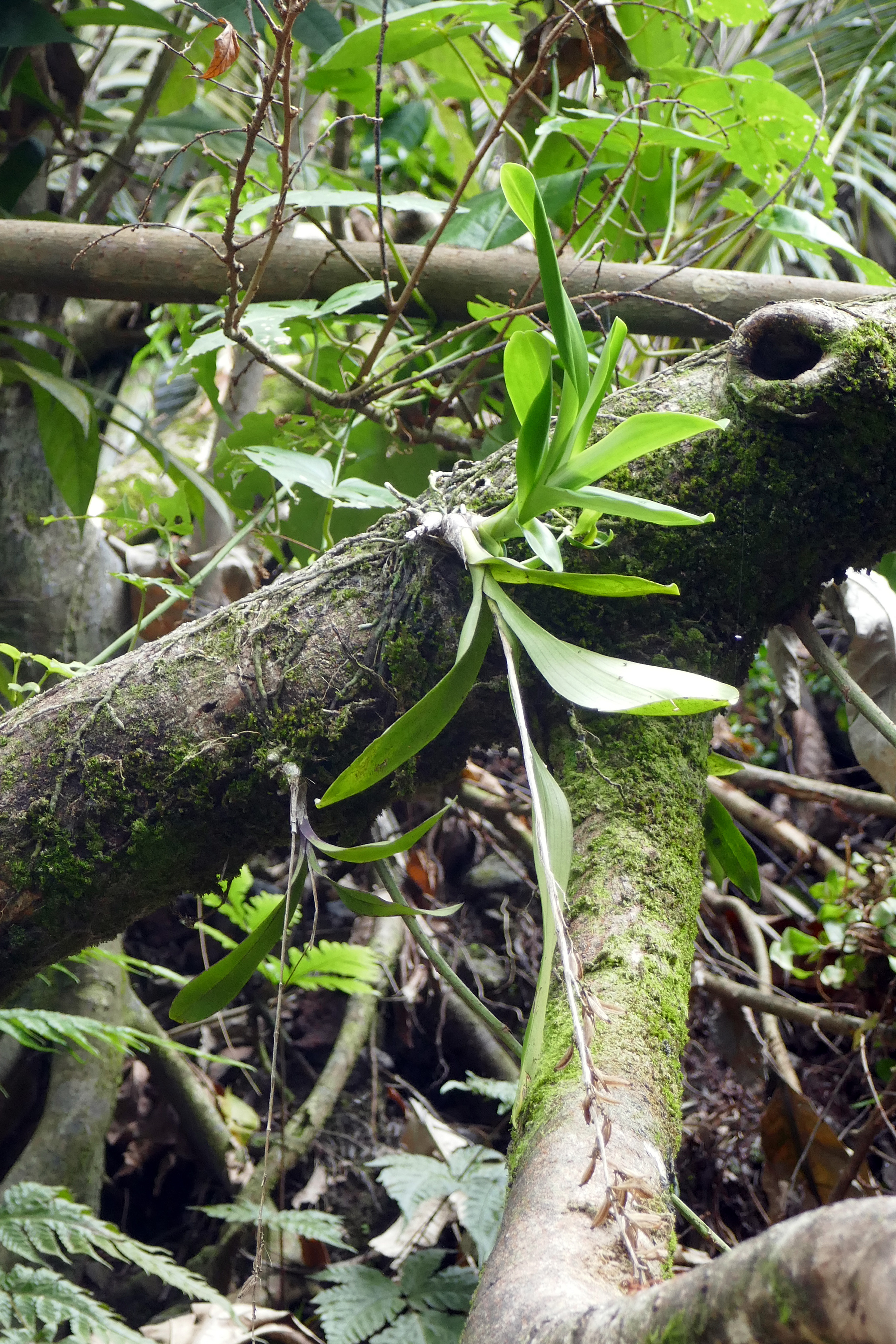
Orchidée épiphyte.
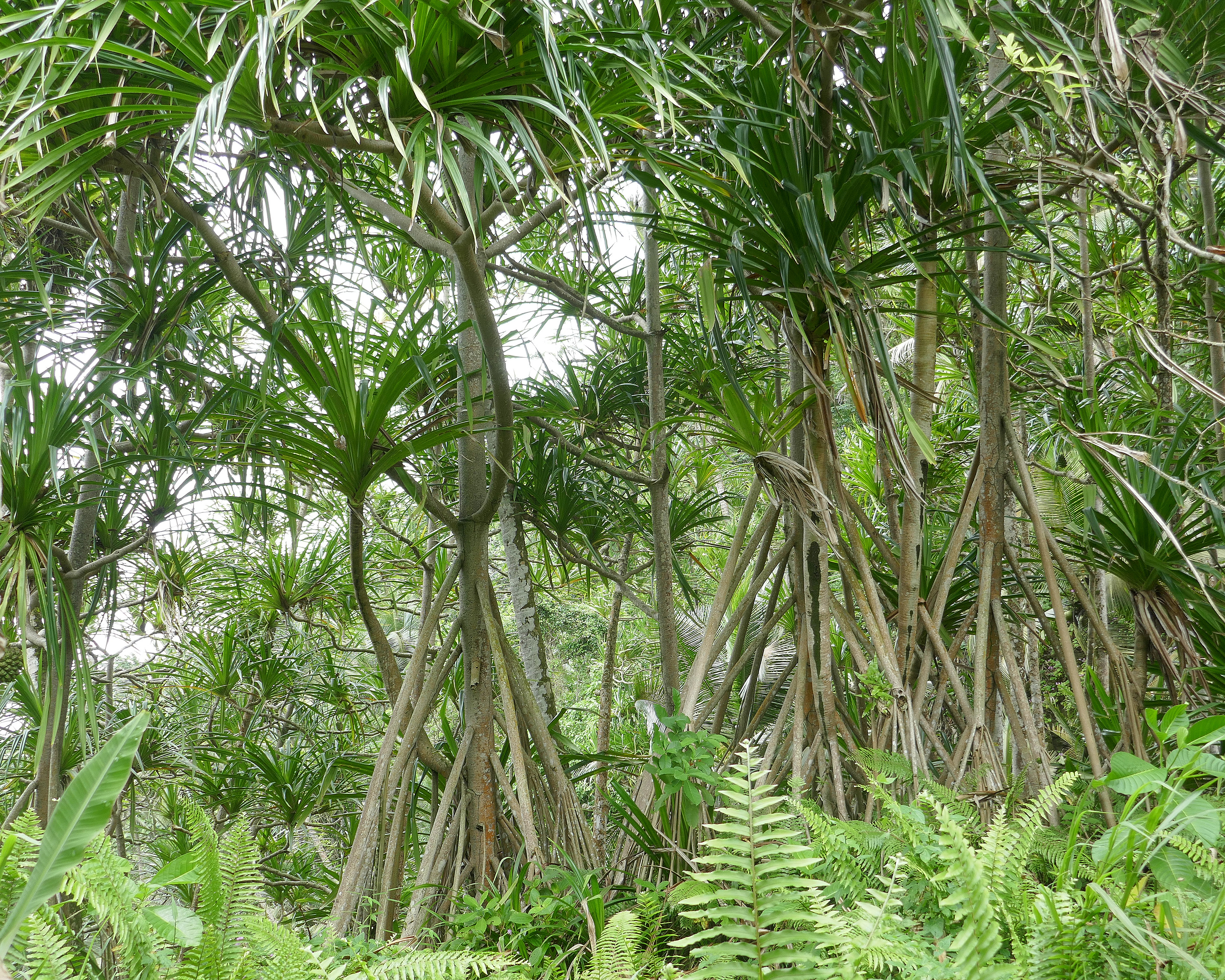
Pandanus thomensis, plante endémique.

## Population
Lors du recensement de 2012, le village comptait 503 habitants.

## Économie
Dans le passé, la roça Ribeira Peixe produisait principalement du cacao (sur 845 hectares), du coprah, de la noix de coco (2 769,4 ha) et de l'huile de palme (160 ha).
Depuis 2013, une co-entreprise entre l'État santoméen et le groupe luxembourgeois Socfin permet à la société Agripalma de relancer la plantation et l'exploitation des palmiers à huile (Elaeis guineensis), particulièrement à Ribeira Peixe où se trouvent également la pépinière et les bureaux de l'entreprise. Sous la pression des écologistes, la superficie des palmeraies a été limitée. Cependant les défenseurs de la biodiversité, s'appuyant notamment sur les exemples de l'Indonésie et de la Malaisie, continuent de dénoncer les dangers de l'expansion de ces plantations.

Palmiers à huile
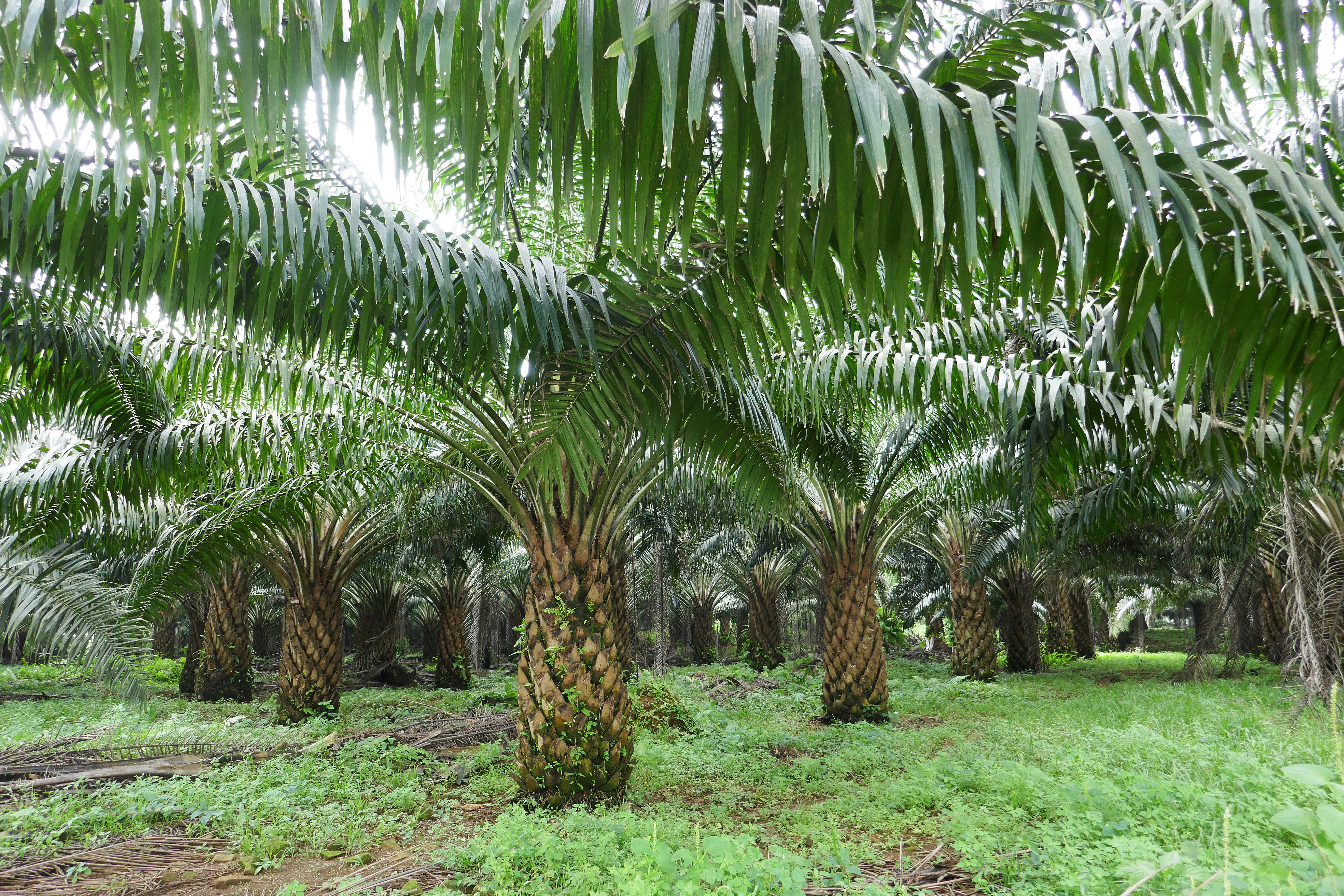
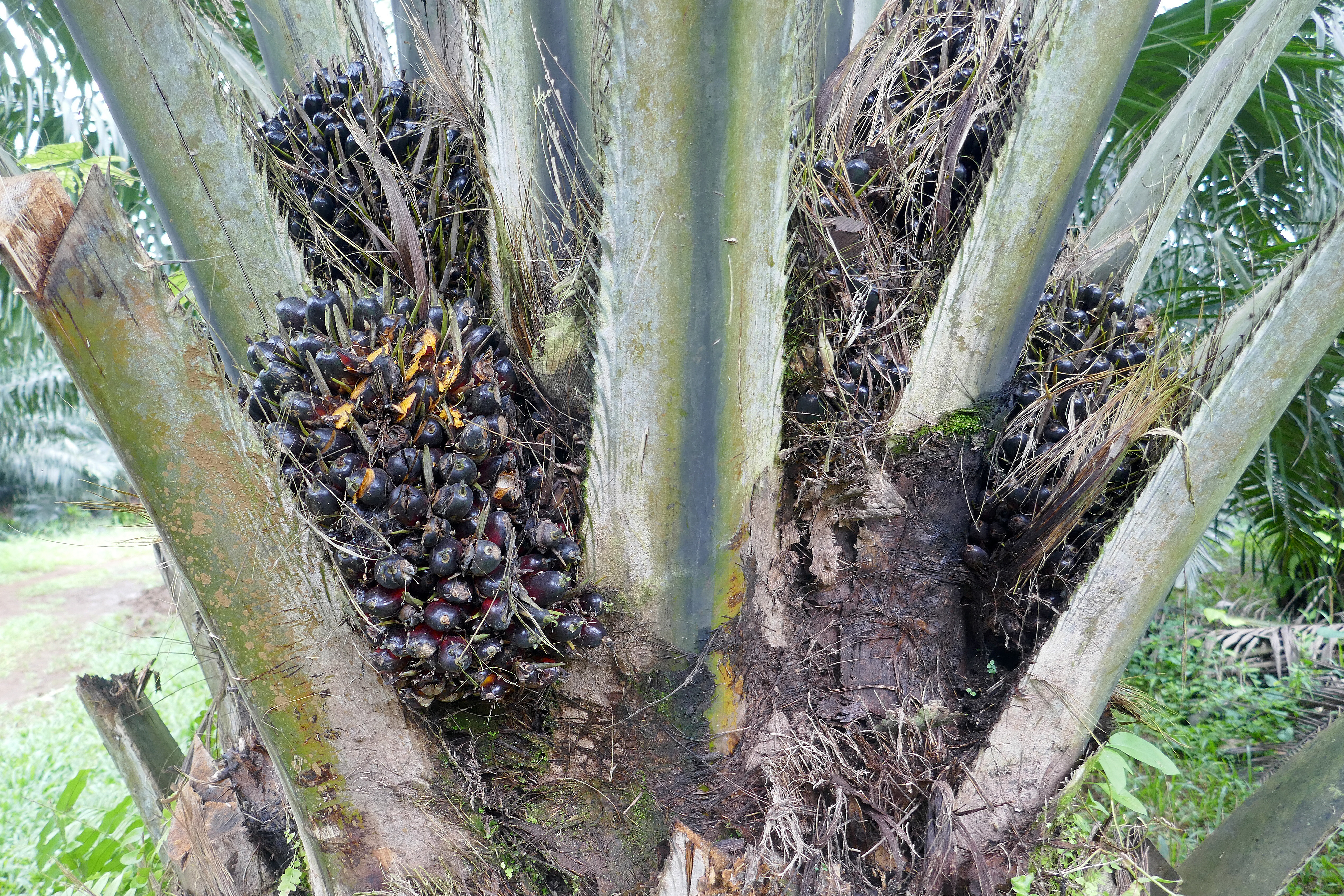
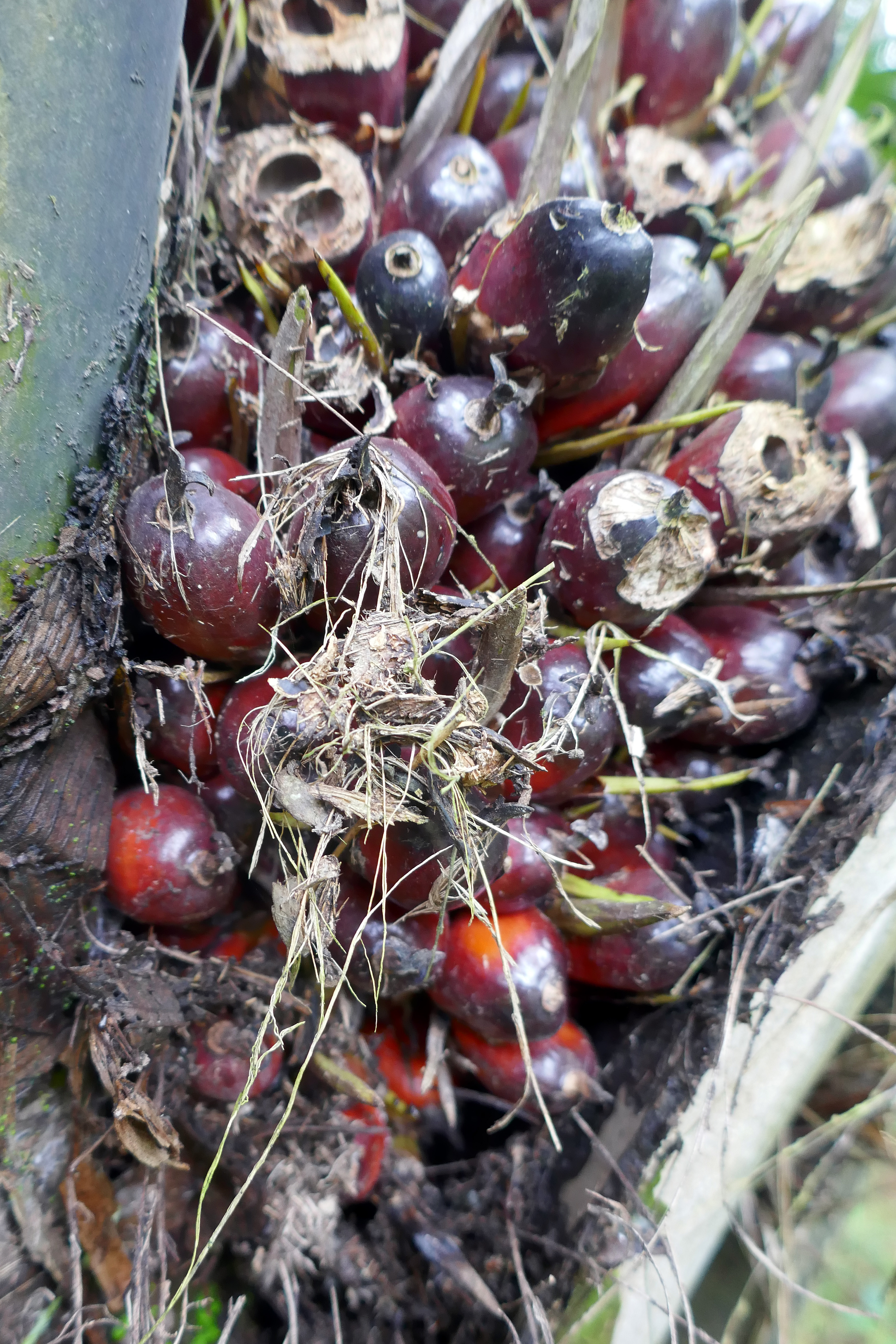

## Éducation
La construction d'un jardin d'enfants est lancée en 2017.

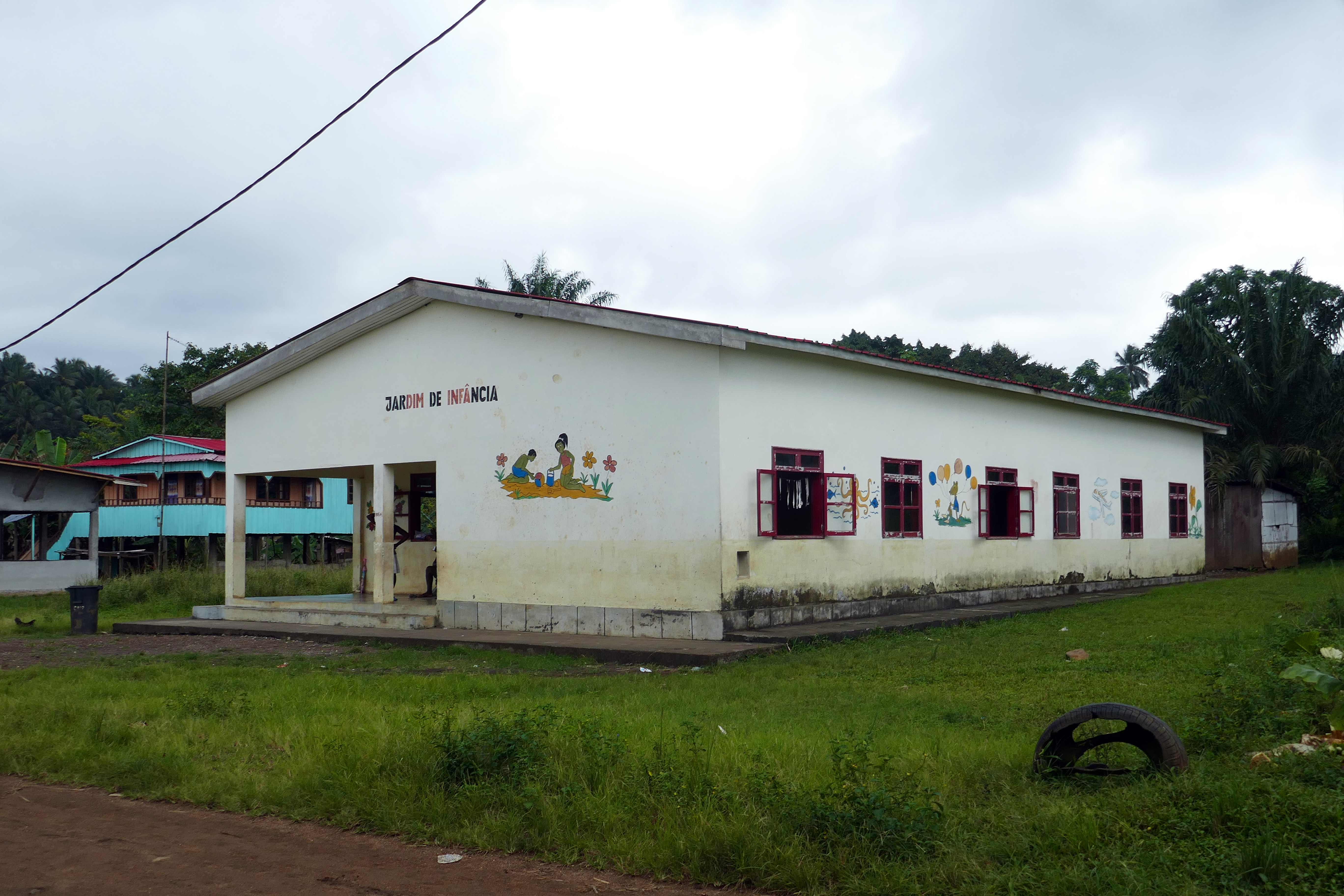
Jardin d'enfants.
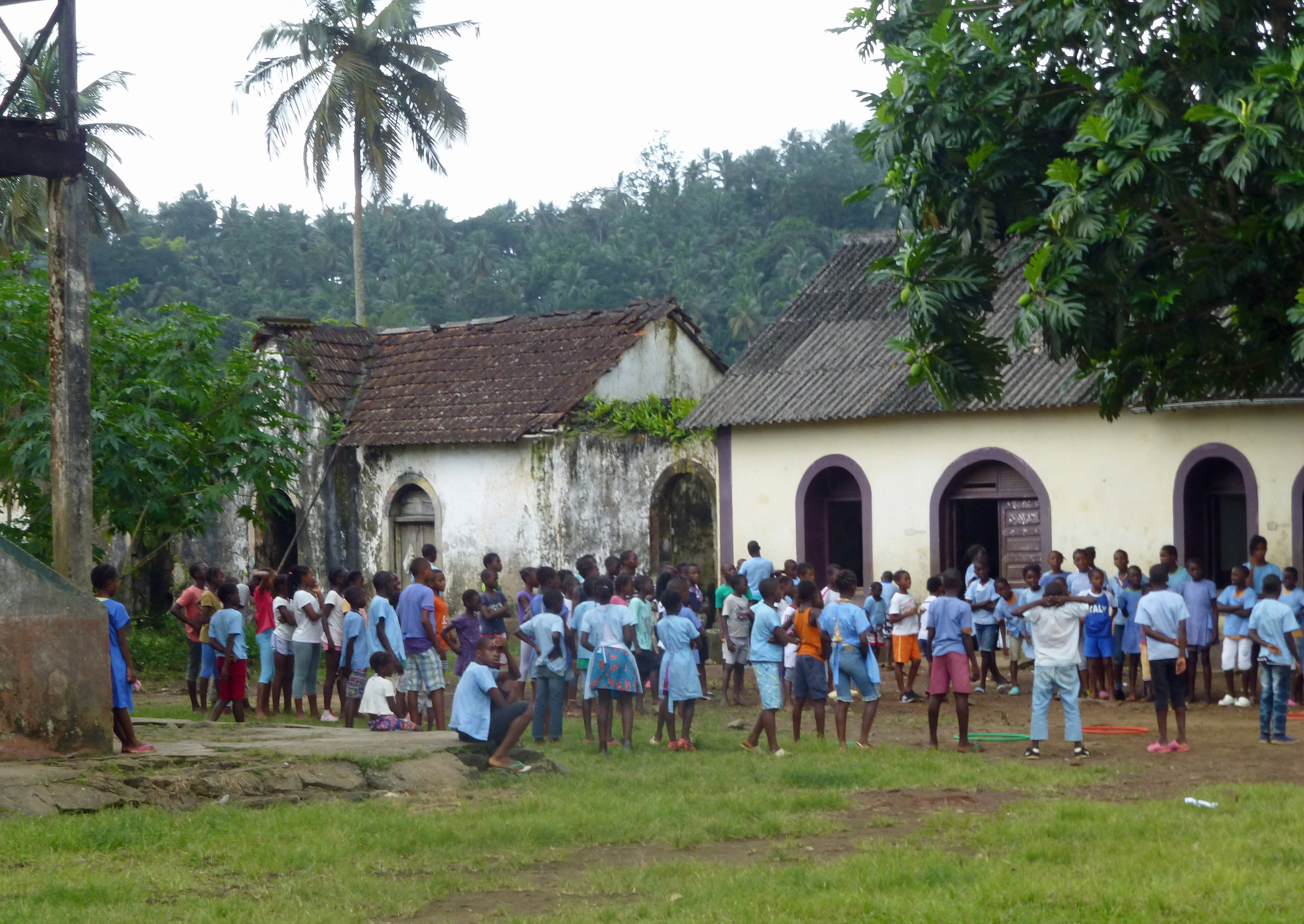
Jeux collectifs à l'école de Ribeira Peixe.

## Sport
Le club de football FC Ribeira Peixe (en), rattaché à la Fédération de Sao Tomé-et-Principe de football, y est domicilié.